# انگشت‌دراز کوهی
انگشت‌دراز کوهی (نام علمی: Bavayia montana) نام یک گونه از سرده گکوهای کالدونیای جدید است.